# Слесін
Сле́сін (пол. Ślesin) — місто в центральній Польщі.

## Демографія
Демографічна структура станом на 31 березня 2011 року:
|          | Загалом | Допрацездатний вік | Працездатний вік | Постпрацездатний вік |
| -------- | ------- | ------------------ | ---------------- | -------------------- |
| Чоловіки | 1529    | 290                | 1094             | 145                  |
| Жінки    | 1608    | 269                | 1002             | 337                  |
| Разом    | 3137    | 559                | 2096             | 482                  |